# 忠州池氏
忠州池氏（チュンジュジし、朝鮮語: 충주지씨）は、朝鮮の氏族の一つ。本貫は忠清北道忠州市である。2015年の調査では、148,144人である。
始祖は、中国宋の弘農郡出身で、960年に奉使官として高麗に派遣され、金紫光禄大夫・太保平章事を歴任した池鏡である。池鏡の6代子孫の池宗海が門下侍郎平章事を務めた後、忠原伯に封ぜられ、忠州を本貫として忠州池氏を創始した。
忠州魚氏は異姓同本で、その始祖の魚重翼は高麗太祖の賜姓により「魚」に改姓した。

## 人口分布
2015年統計によると、多くの自治体の総人口に占める比例が1%未満であるが、江原特別自治道洪川郡（648人、総人口の1.07%）では1%を超えている。